# Barque de saint Pierre
La barque de saint Pierre (en italien barca di san Pietro) est une tradition rurale populaire répandue dans l'Italie du Nord. 

## Zone géographique
Sa zone géographique est délimitée en particulier dans le Frioul-Vénétie Julienne, la Vénétie, le Trentin, la Lombardie, la Ligurie et le Piémont. Cette tradition est aussi répandue dans certaines vallées et territoires du nord-ouest de la Toscane : Garfagnana et Val di Lima (province de Lucques), Valleriana (province de Pistoia) et Galciana (it) (province de Prato). Elle se trouve aussi en Corse (cf. F. Desideri, L'amore piattu, 2020). 

## Déroulement
Le 28 juin, veille des saints Pierre et Paul, les villageois mettent un blanc d'œuf dans une bouteille qu'ils laissent sur le rebord d'une fenêtre à l'air libre jusqu'au lendemain matin ; l'albumine, coagulée en filaments, évoque alors les mâts et la voilure d'un bateau. Selon le folklore populaire, il serait produit par saint Pierre, qui soufflant dans le récipient en verre ferait prendre au blanc d'œuf la forme d'un bateau,. 
Selon certaines traditions, le contenant doit être laissé à l'air libre pendant la nuit pour absorber la rosée.
En observant l'aspect des « voiles », si elles étaient très serrées ou fermées, on pouvait tirer de bons ou de mauvais auspices de ce que serait l'année agraire, ou de son propre destin. Dans la Garfagnana et la moyenne vallée du Serchio, pendant les années d'émigration, le résultat de cette pratique a également été interprété comme un présage pour le voyage en mer de ceux qui s'apprêtaient à partir pour les Amériques.

## Histoire
La tradition remonte au culte de saint Pierre, répandu dans le nord de l'Italie à partir du XVIIIe siècle grâce aux moines bénédictins. Dans certaines régions et dans d'autres variantes, la même tradition s'est également répandue pour le 24 juin, fête de saint Jean-Baptiste.
L'ancienne croyance populaire est très liée aux phénomènes atmosphériques puisqu'ils sont décisifs pour les cultures agricoles ou pour la pêche, a donc donné naissance à ce rite,.

## Culture
Certains proverbes vénitiens concernent la fête des saints Pierre et Paul (la rime est adaptée à la langue française) :
« L'è vero, l'è vero l'è rivà la barca de San Piero. »
—  Proverbe vénitien.
        
« C'est vrai, c'est vrai la barque de saint Pierre est arrivée. »
« Se piove a San Paolo e Piero piove per un anno intero. »
—  Proverbe vénitien.
        
« S'il pleut pour saint Paul et Pierre, il pleut l'année entière. »

## Physique
Le phénomène est dû aux variations thermiques entre le jour et la nuit, également par rapport au sol sur lequel la bouteille est placée, typique de la première période estivale, qui se prête bien à ces conditions (à condition que la terre se soit réchauffée la veille). En fait, elle peut également être effectuée d'autres jours ou nuits pendant cette période.
L'humidité froide de la nuit doit faire légèrement varier la densité de l'albumine qui, de semblable à de l'eau, devrait légèrement augmenter, tombant donc lentement sur le fond du récipient en verre. De même, le fond, en contact avec la chaleur du sol sur lequel il repose, devrait élever les molécules d'eau vers le haut, par de petits mouvements convectifs, et créer l'effet des voiles de blanc d'œuf.
À cela s'ajoute également l'effet des premières heures du matin : ici, l'albumine doit chauffer à nouveau, diminuant ainsi considérablement sa densité et donc tentant de remonter, hissant, pour ainsi dire, les voiles.